# Blentarps distrikt
Blentarps distrikt är ett distrikt i Sjöbo kommun och Skåne län. 
Distriktet ligger sydväst om Sjöbo.

## Tidigare administrativ tillhörighet
Distriktet inrättades 2016 och utgörs av socknen Blentarp i Sjöbo kommun.
Området motsvarar den omfattning Blentarps församling hade 1999/2000.